# Direct Client-to-Client
DCC (Direct Client-to-Client) — одно из расширений IRC, позволяющее производить клиентам обмен информацией не через сервер, а напрямую, устанавливая TCP-соединение между двумя клиентами. Инициатор соединения определяется подпротоколом DCC.
DCC включает в себя следующие подпротоколы:
- DCC CHAT — устанавливает сессию чата между двумя клиентами. При этом трафик чата не проходит через сервер, что делает такое соединение более конфиденциальным. Инициатором tcp-соединения выступает удалённый клиент.
- DCC SEND — попытка переслать файл удалённому клиенту, при этом инициатором tcp-соединения выступает удалённый клиент.
- DCC RSEND — (Reverse Send) — попытка переслать файл удалённому клиенту, при этом инициатором tcp-соединения выступает локальный клиент.
- DCC RECV — расширение DCC SEND, реализованное в клиенте KVIrc, позволяет локальному клиенту запросить определённый файл у удалённого клиента. При этом инициатором tcp-соединения выступает удалённый клиент
- DCC GET — расширение DCC SEND, реализованное в клиенте KVIrc, позволяет локальному клиенту запросить определённый файл у удалённого клиента. При этом инициатором tcp-соединения выступает локальный клиент
- DCC VOICE — расширение DCC, реализованное в клиенте KVIrc, позволяет устанавливать аудиосессию, аудиопоток кодируется определённым аудиокодеком.

Добавление буквы «S» перед названием подпротокола DCC означает использование SSL-соединения, например: DCC SCHAT. Поддерживается не всеми клиентами.